# Маленькі люди, великий світ

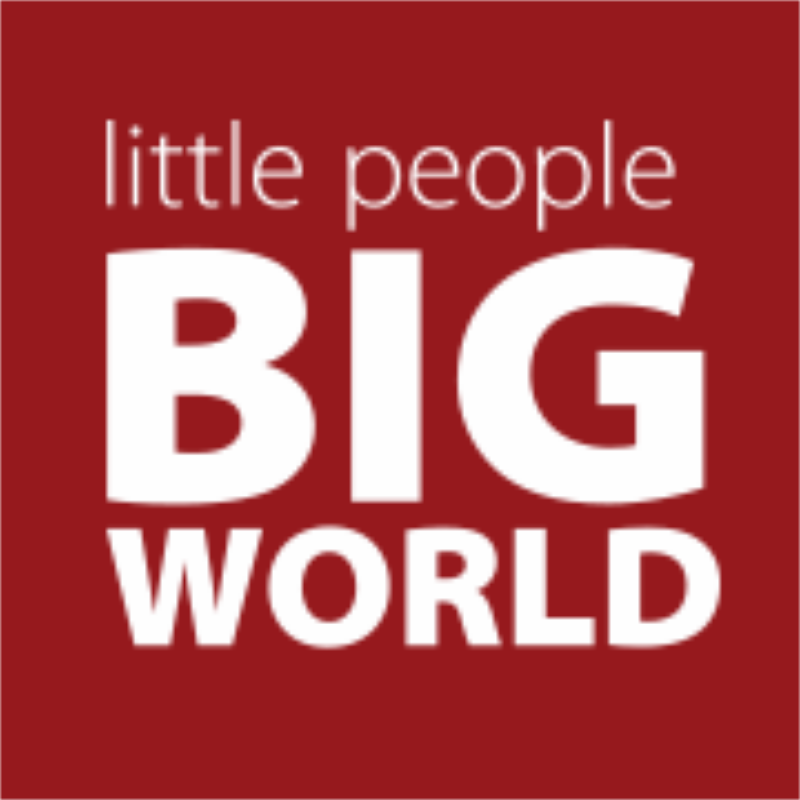

«Маленькі люди, великий світ» - американське реаліті-шоу, яке випускає TLC. Серіал описує життя сімейного фермерського господарства Ролофф поблизу Портленда, штат Орегон. Багато епізодів зосереджені на батьках, Метті та Емі, та одному з їхніх дітей Заку, які мають карликовість. 
Прем'єра шоу відбулася 4 березня 2006 року. Уже 26 серпня 2010 року TLC оголосив, що шостий сезон стане останнім для шоу. 5 жовтня 2012 року TLC повідомив глядачів що серіал розподілили - Маленькі люди Великий світ: Весільна ферма. Це хроніки Метта та Емі, коли вони починають весільний бізнес на фермі. Прем'єра серіалу відбулася 13 листопада 2012 року, і вона тривала шість епізодів.
У жовтні 2013 року було оголошено, що "Маленькі Люди, Великий Світ" повернеться на екрани американців на сьомий сезон. З того часу серіал випускають і досі.

## Концепція
Шоу висвітлює повсякденне життя родини Ролоффів - батьків Метта та Емі та їхніх чотирьох дітей: Зака, Джеремі, Моллі та Джейкоба. Метт, Емі та Зак мають карликовість, тоді як Джеремі, Моллі та Джейкоб середнього зросту. Зак і Джеремі - близнюки; хоча Джеремі середнього зросту, Зак - маленька людина (4'4 ", або 132 см).
Сім'я мешкає на фермі Ролофф площею 36 акрів (150 000 м2), розташованій на північ від Хіллсборо в Гельвеції, штат Орегон (передмістя Портленда). Незважаючи на те, що сім'я вирощують і продають врожаї гарбуза, велика частина ферми перетворена на серію ігрових майданчиків для дітей. Майданчики розробив Метт, який більшу частину свого дитинства провів у лікарні. Батько намагався зробити життя своїх дітей якомога кращим.
Епізоди шоу, як правило, демонструють одного чи кількох членів сім’ї Ролофф, які займаються повсякденними справами, такими як покупки, легка атлетика та вирішення домашніх клопотів. Драма шоу виникає через те, що багато з цих видів діяльності стають більш складними через зріст маленьких людей у сім'ї, оскільки Метт і Емі 4'1 "(124 см), а Зак - 4'4" (132 см.) ).

## Історія
Перший сезон "Маленькі люди, великий світ" створив високі рейтинги для TLC (особливо в демографічній групі 18–49), що призвело до продовження шоу на другий сезон. Відгуки про серіал загалом були позитивними. Але бувало навпаки. Деякі люди стверджували, що шоу має сумнівний характер.
З моменту виходу шоу в ефір, ферми Roloff стали надзвичайно популярним туристичним напрямком. Хоча ферма та численні визначні пам'ятки вже давно доступні для загального огляду під час сезону гарбузів (жовтень), зараз набагато більше відвідувачів, ніж можна розмістити. Протягом сезону 2006 року понад 30 000 людей прибули. Місцеві жителі навіть стали скаржитися поліції за надмірну увагу.
Ролофи отримують велику кількість повідомлень. Говорят, що до десятка електронних листів щохвилини надходять від прихильників, однак сім'я цього не підтверджує. Це призвело до погіршення рівня безпеки родини. Через це довелося встановити охорону всієї ферми.
30 вересня 2014 року, фінал «Маленьких людей», восьмий сезон Великого Світу побив рекорди серії; 2,3 мільйона глядачів дивилися як Джеремі Ролофф одружується зі своєю дівчиною Одрі Ботті. Фінал став епізодом з найвищим рейтингом за шість років та зафіксував найвищий рейтинг сезону, в якому в середньому на 1 епізод було 1,9 мільйона глядачів.